# Insuetifurca fujiense
Insuetifurca fujiense is een soort in de taxonomische indeling van de beerdiertjes (Tardigrada).
Het diertje behoort tot het geslacht Insuetifurca en behoort tot de familie Macrobiotidae. De wetenschappelijke naam van de soort werd voor het eerst geldig gepubliceerd in 1997 door Ito en het diertje komt rondom Japan voor.